# Goniolanguria
Goniolanguria é um género de coleópteros da família Erotylidae.